# Dhami
Dhami of Ghami is een dorpscommissie (Engels: village development committee, afgekort VDC; Nepalees: panchayat) in het midden van Nepal, gelegen in het district Mustang in de Dhawalagiri-zone. Ten tijde van de volkstelling van 2001 had het een inwoneraantal van 850 personen, verspreid over 178 huishoudensin 2011 waren er nog 611 inwoners, verspreid over 169 huishoudens.

Ghami
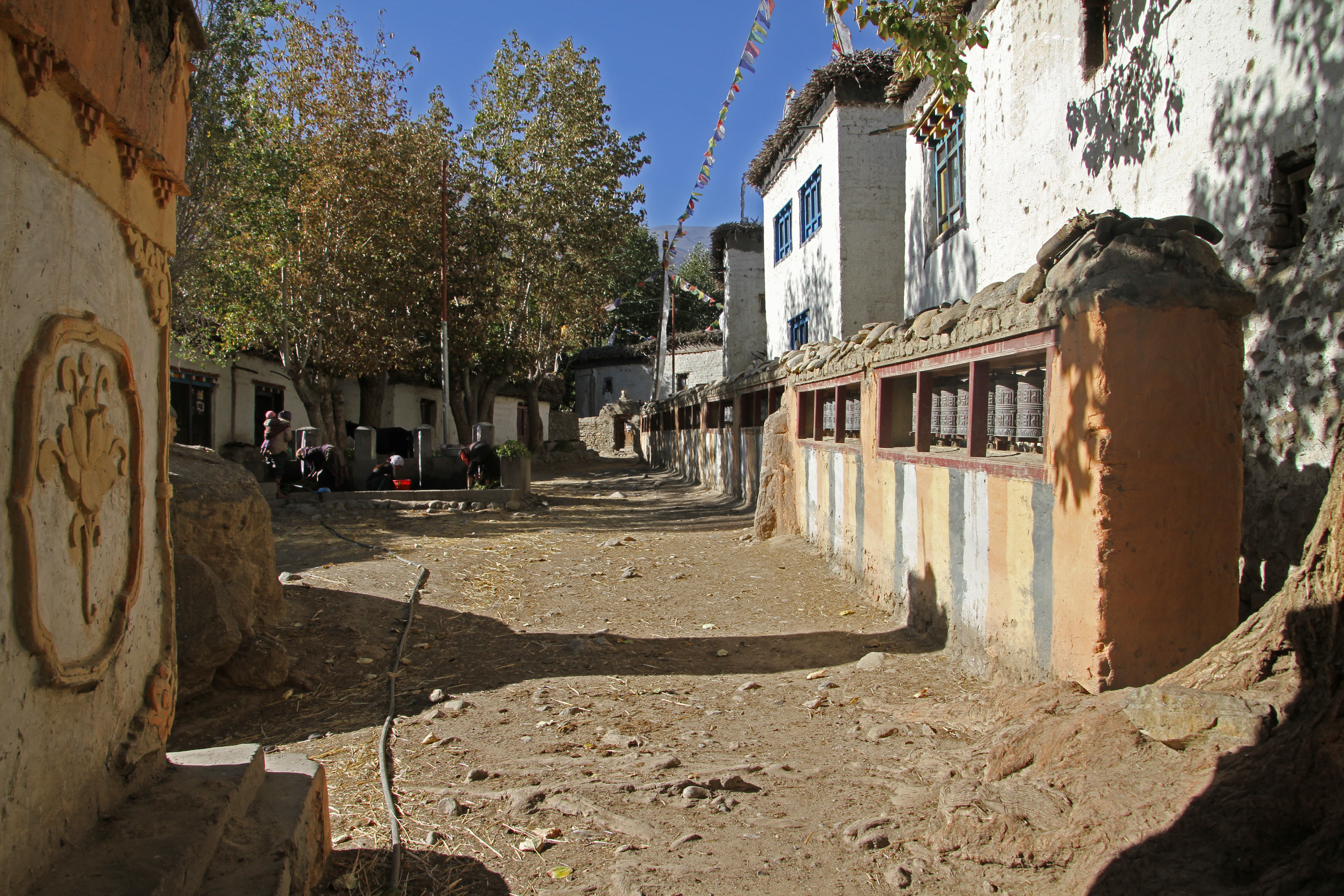
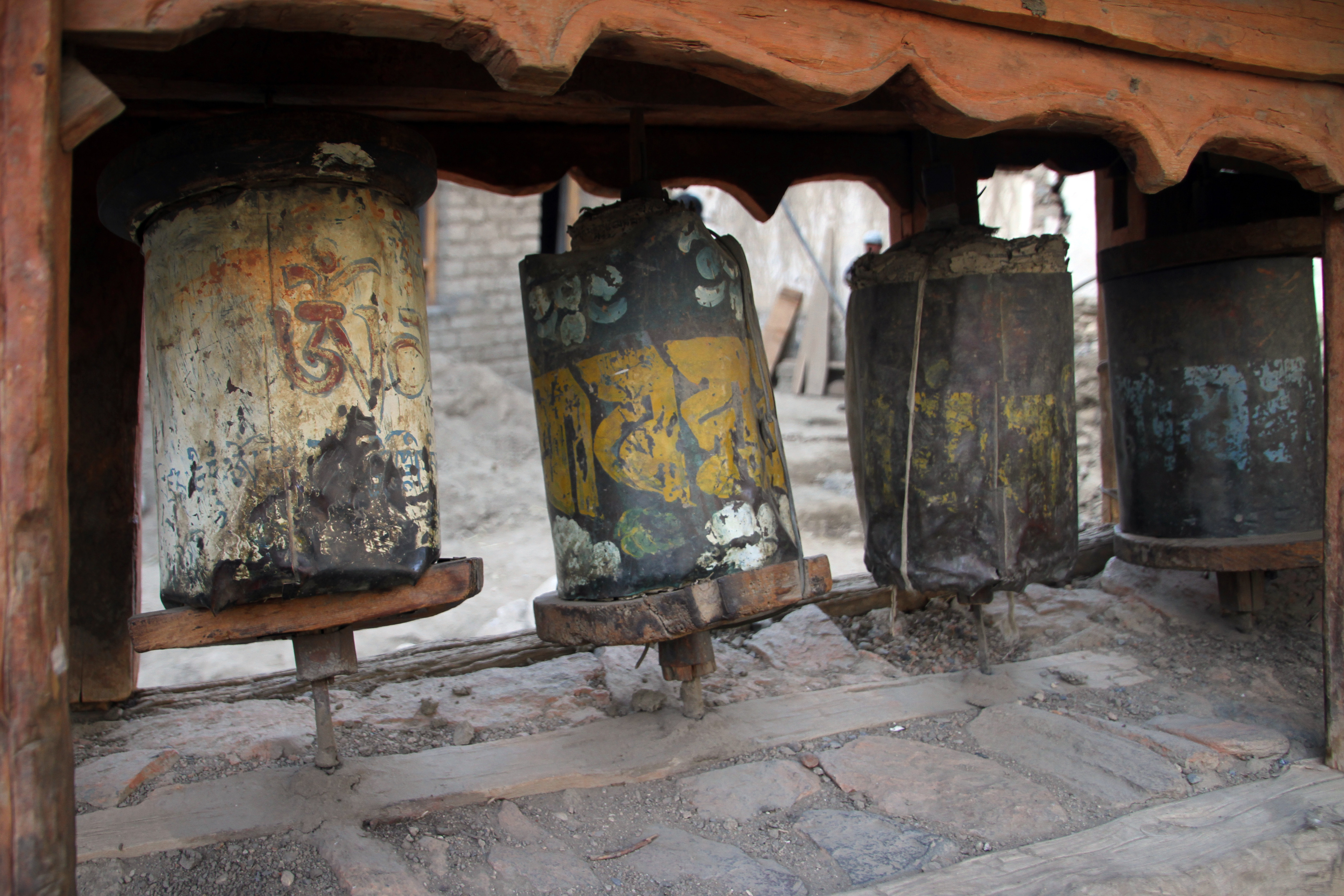
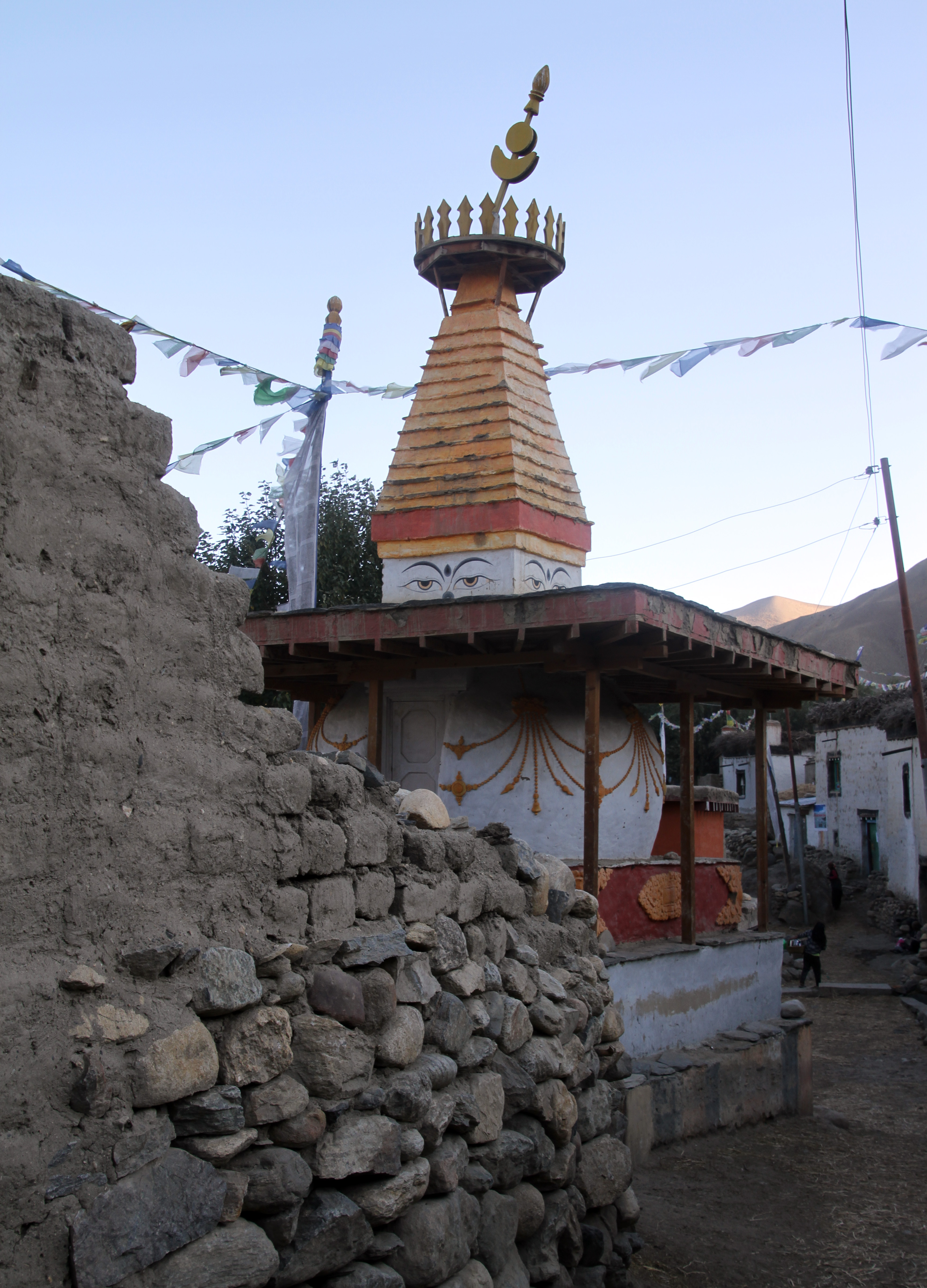
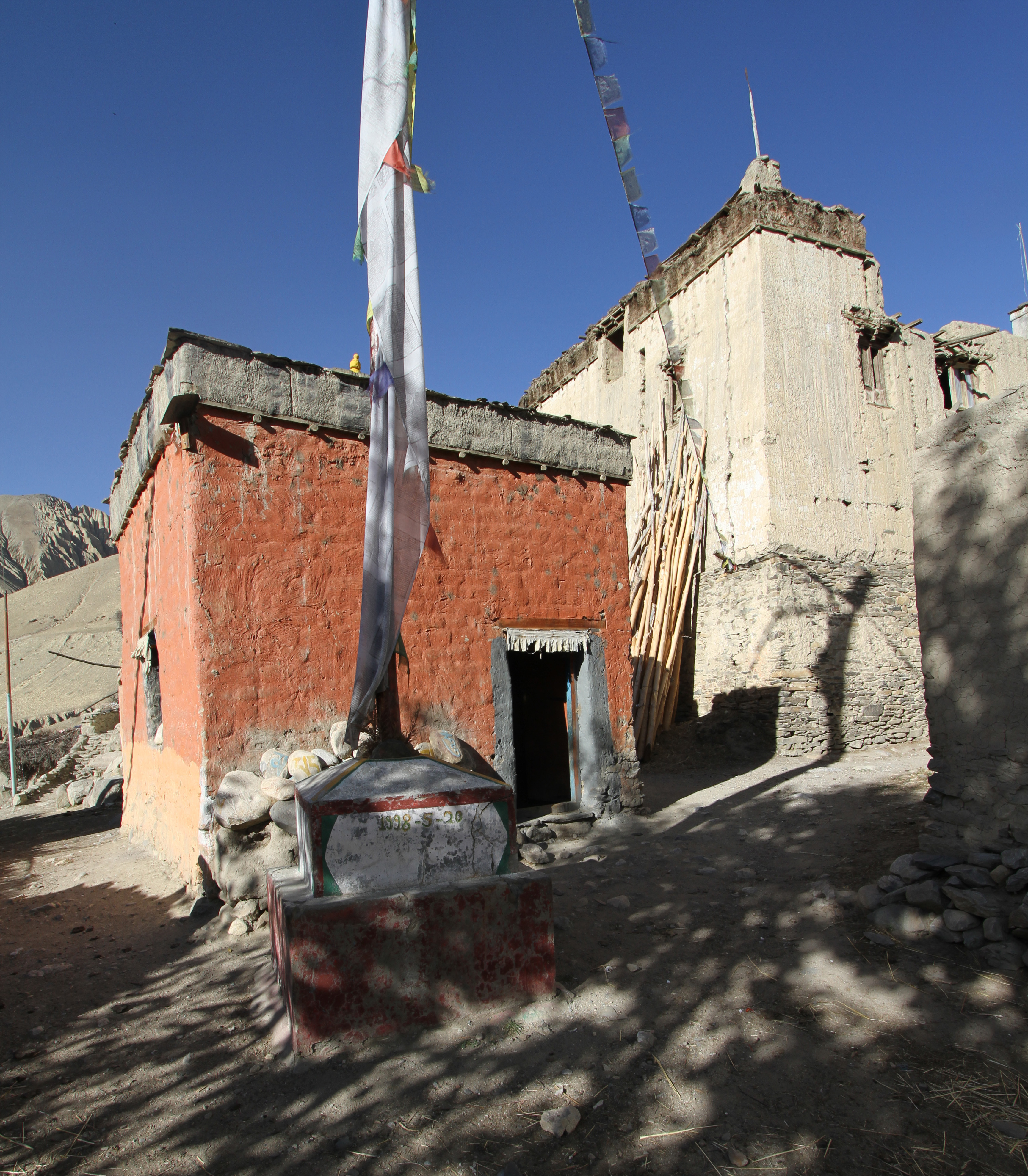
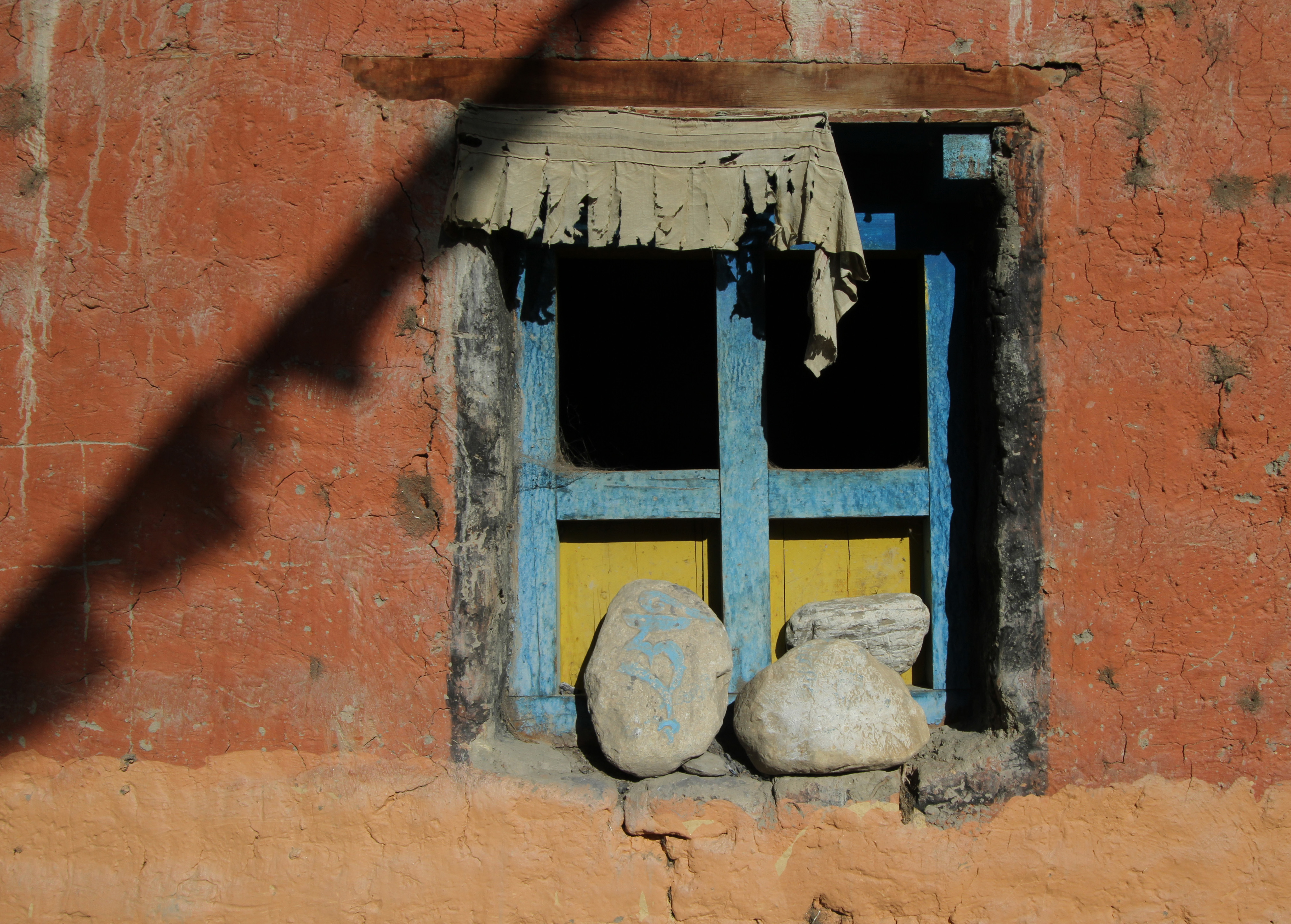
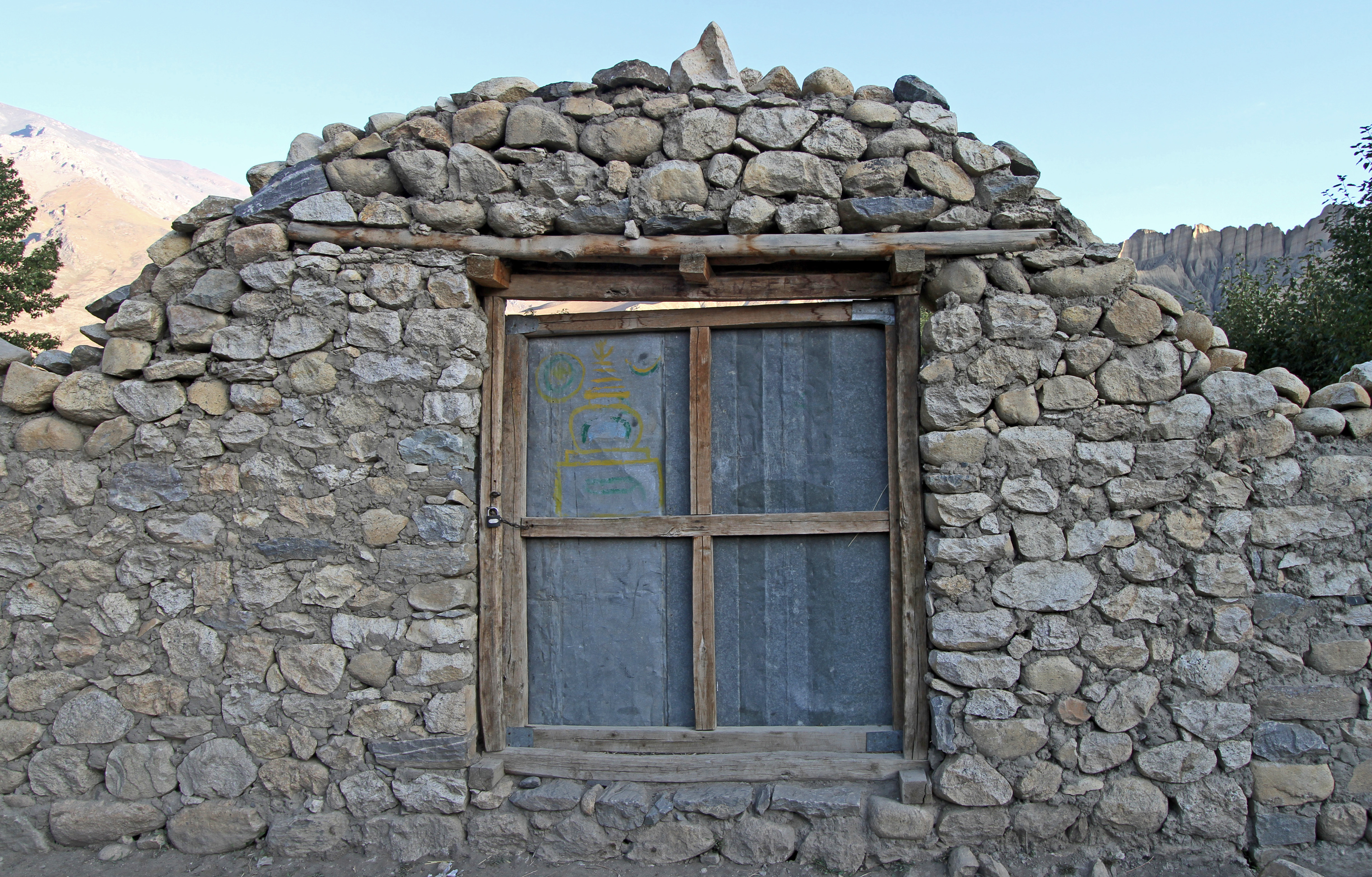
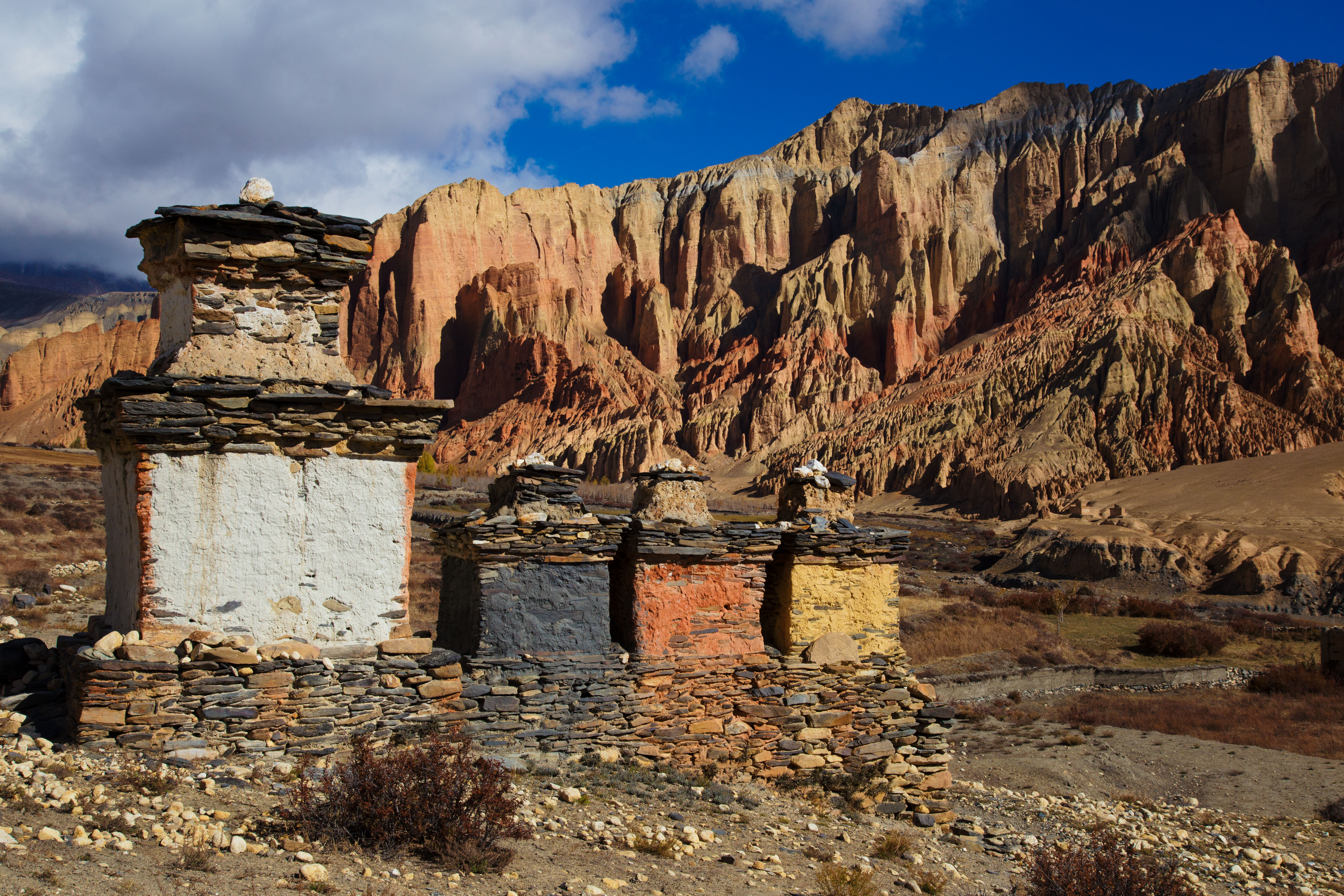
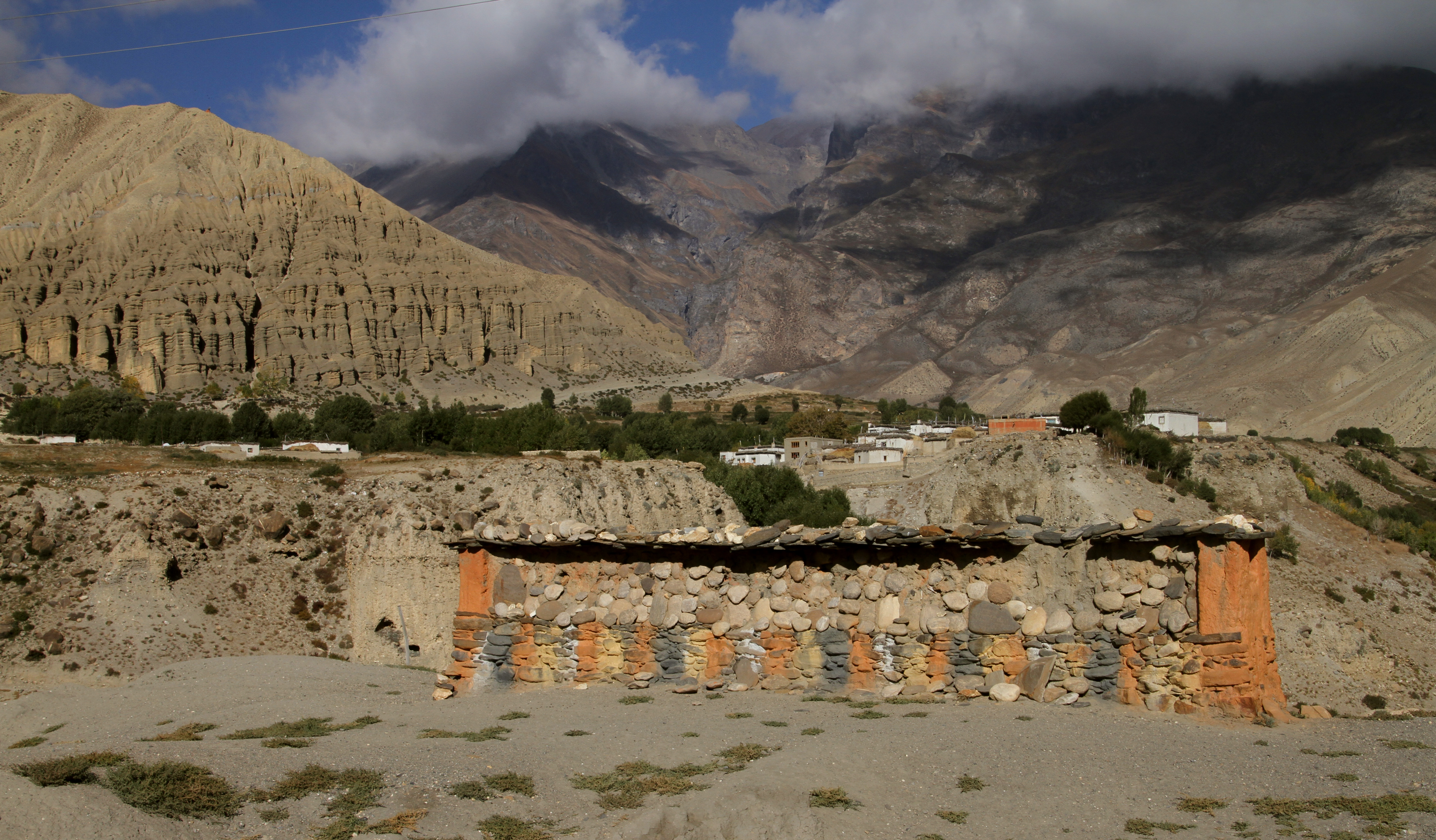